# Alpi Eagles
AlpiEagles was een Italiaanse luchtvaartmaatschappij met vluchten in voornamelijk Italië, maar ook een paar naar andere Europese bestemmingen. De basis is Marco Polo International Airport, Venetië.

## Geschiedenis
Alpi Eagles werd opgericht in 1979 door Ithifly, Titano Srl en Edizione Holding Spa.

## Bestemmingen
Alpi Eagles voert lijnvluchten uit naar: (juli 2007)
Binnenland:
- Alghero, Bari, Bologna, Brindisi, Cagliari, Catania, Lamezia Termini, Napels, Olbia, Palermo, Reggio Calabria, Venetië, Verona.

Buitenland:
- Athene, Barcelona, Boekarest, Cluj-Napoca, Kiev, Moskou, Nice, Praag, Timișoara, Tirana, Valencia.

## Vloot
De vloot van Alpi Eagles bestaat uit: (september 2007)
| Aantal | Type       | Max. passagiers | Kruissnelheid | Opmerkingen                     |
| ------ | ---------- | --------------- | ------------- | ------------------------------- |
| 10     | Fokker 100 | 108             | 845 km/u      | Vervangend toestel: Embraer 195 |
| 1      | MD-81      | 142             | 811 km/u      | Vervangend toestel: Embraer 195 |

### Bestelde toestellen
| Aantal | Type        | Max. passagiers | Kruissnelheid | Opmerkingen                     |
| ------ | ----------- | --------------- | ------------- | ------------------------------- |
| 16     | Embraer 195 | 122             |               | Vervangt: Fokker 100 toestellen |